# MTS Türkmenistan
Az MTS Türkmenisztán másnéven BCTI (türkménül: Baraş Kommýunikeýşn Tehnolojis) egy megszűnt távközlési szolgáltató volt Türkmenisztánban, amely 2 millió előfizetővel rendelkezett. A cég teljes körű tulajdonosa az orosz MTS volt. 
Az vállalat 2017-ben kénytelen volt felfüggeszteni működését, amikor a türkmenisztáni kormány nem újította meg a működési engedélyét.

## Története
Az vállalat története 1994-ben kezdődött, amikor Mihail és Alla Barash létrehozták a Barash Communication Technologies Inc. (BCTI) nevű távközlési vállalatot. Kezdetben a szolgáltatás csak Asgabat területére korlátozódott. 1999-ben bevezették a GSM szabványt, és a hálózat kiterjedt az ország valamennyi tartományi központjára.
2005-ben az orosz MTS (Mobile TeleSystems) megvásárolta a BCTI részvényeinek 51%-át, majd később a teljes tulajdont megszerezte. A vállalat ekkor gyors növekedésnek indult: 2007 végére már 360 ezer előfizetője volt, 2008-ra pedig a szám elérte a félmilliót. 
2009-ben a cég jelentős fejlesztéseket hajtott végre: 139 települést látott el mobilhálózattal, és az előfizetők száma meghaladta az 1,5 milliót. 2010-re további fejlesztések révén elérték a 2 millió ügyfelet. Azonban 2010. december 21-én a türkmenisztáni kormány az MTS működését felfüggesztette, arra hivatkozva, hogy a vállalat megszegte a licencszerződés feltételeit. 
2012-ben hosszas tárgyalások után az MTS visszatérhetett a türkmén piacra és újraindította szolgáltatásait. Az új szerződés szerint az MTS köteles volt bevételeinek 30%-át a türkmén államnak átadni. A vállalat ismét sikeresen működött, egészen 2017-ig, amikor a türkmenisztáni hatóságok elutasították a rádiófrekvencia-használati engedélyük meghosszabbítását. Ezért 2017. szeptember 29-én az vállalat végleg beszüntette működését.